# Société des douze

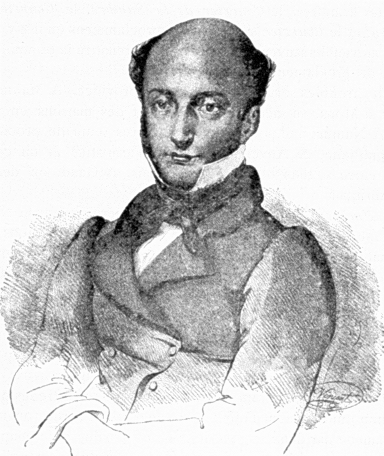
Louis de Potter, lid van de eerste "Société des douze".

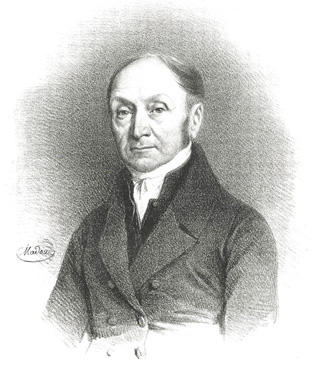
De filosoof Louis Gruyer, lid van de eerste "Société des douze".

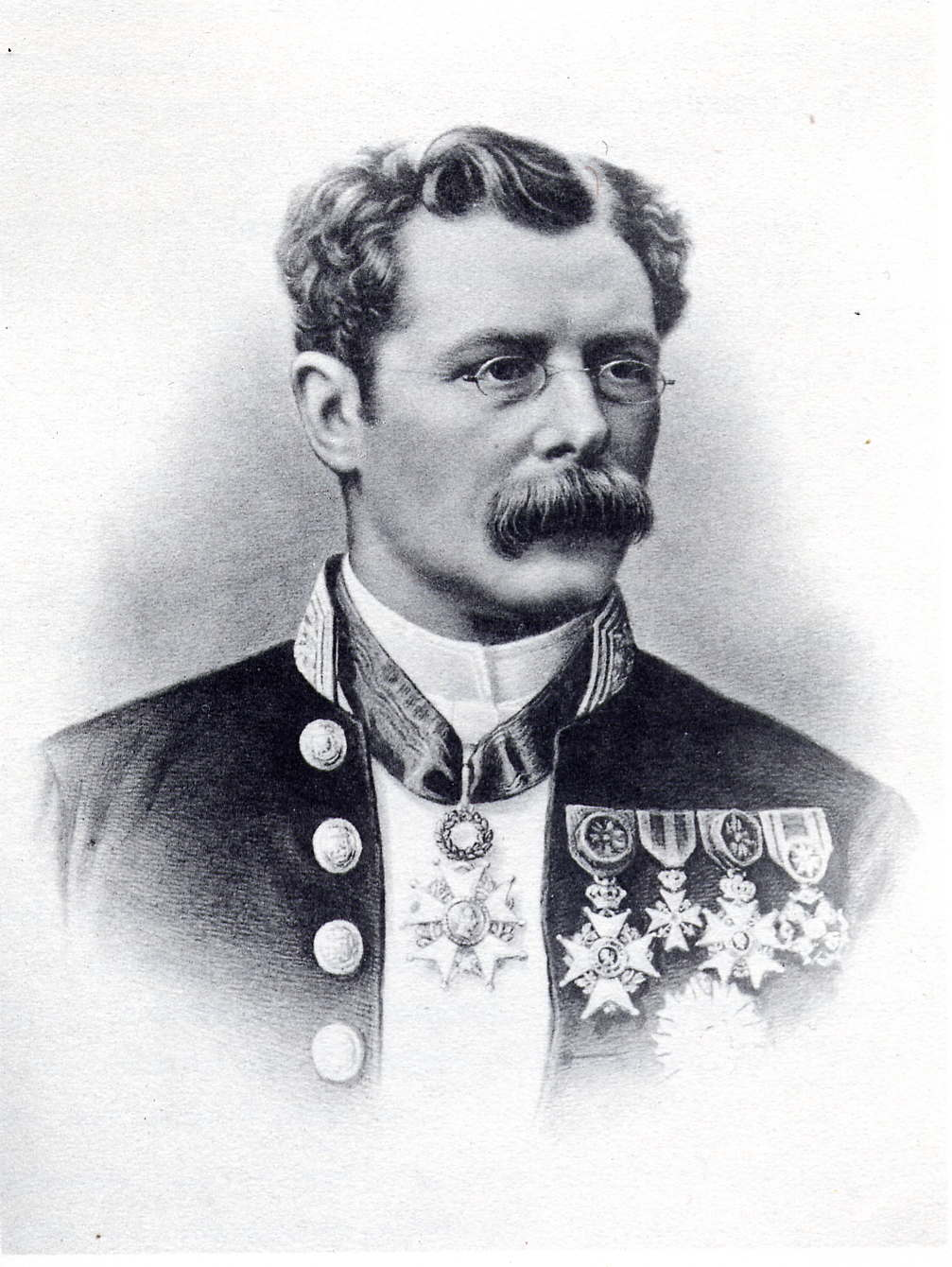
Jules Anspach, lid van de nieuwe Société des Douze.

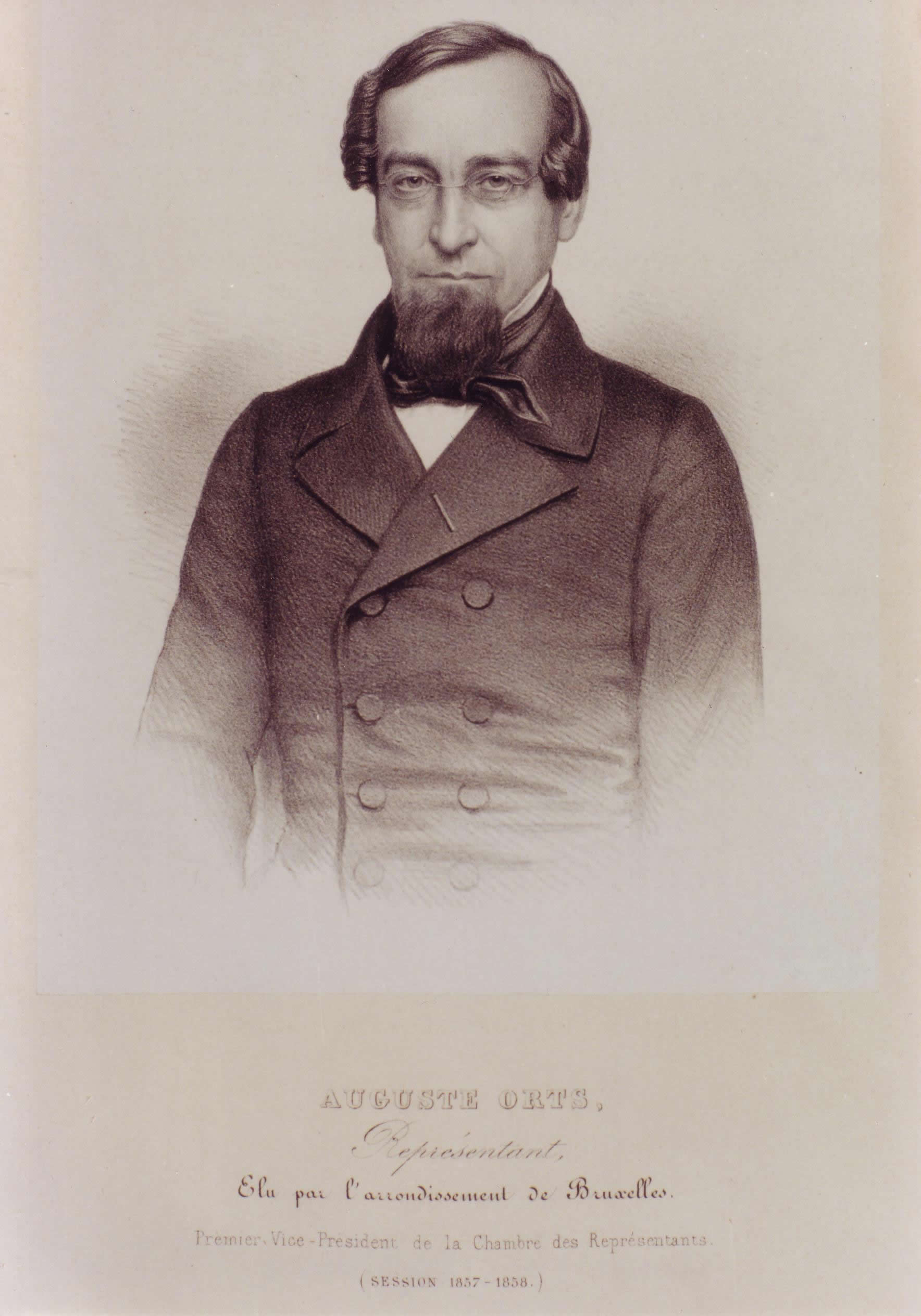
August Orts, lid van de nieuwe Société des Douze.

De Société des Douze was een geleerd, literair en gastronomisch genootschap dat bijeenkwam in Brussel.

## Geschiedenis
De Société des Douze was de opvolger van de Société de littérature de Bruxelles, een vereniging die ophield te bestaan in 1823.
Deze eerste Société des Douze werd opgericht tijdens de regeerperiode van koning Willem I der Nederlanden en hield op te bestaan in 1830, toen de alliantie van liberalen en katholieken tegen de regering enigszins was geconsolideerd en men aan strijd begon te denken.
Maar de geest was niet dood en in 1834 heeft een nieuwe generatie, van Belgen deze keer, een nieuwe Société des Douze opgericht. Dit genootschap, waar de charmes van de tafel zich vermengden met de vreugden van de geest, was slechts een feitelijke vereniging en had geen statuten. Na de dood van een lid werd bij coöptatie een vervanger aangeduid uit een lange wachtlijst.

## De twaalf eerste leden van de eersteSociété des Douze
1. Auguste Baron
2. Philippe De Doncker
3. Louis de Potter
4. Auguste Drapiez
5. Louis Gruyer
6. Lucien Jottrand
7. Philippe Lesbroussart
8. Joseph Odevaere
9. Adolphe Quetelet
10. Édouard Smits
11. Jean François Tielemans
12. Sylvain Van de Weyer

## Lijst van de stichters in 1834 van de nieuweSociété des Douze
Een brochure uitgegeven voor het halve eeuwfeest van de Société des Douze geeft ons de lijst van de nieuwe stichters van 1834, met hun datum van overleden, van dit nog steeds actieve genootschap.
- Van Damme 1850
- De Cuyper 1849
- Delporte, cadet 1839
- Vandevelde 1872
- François Joseph Verhaegen 1848
- Van Mons, raadsman 1870
- Van Mons, dokter 1842
- Heernu, 1859
- Delporte 1867
- Van Parys 1858
- Louis Ranwet 1870
- Auguste Van Dievoet 1865